# Malzfabrik Schöneberg

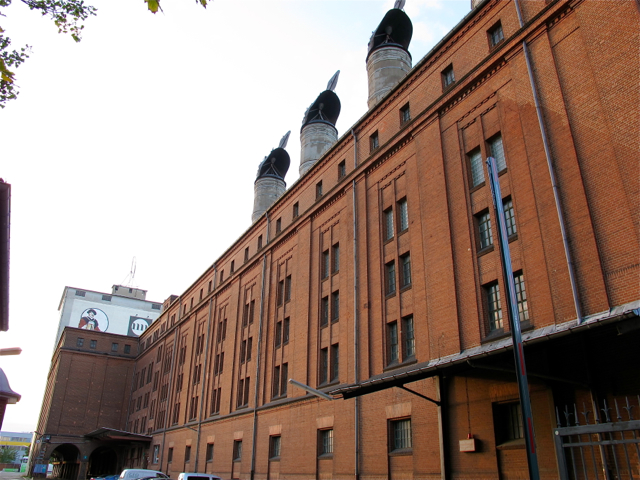
Malzfabrik Schöneberg mit Blick auf den Darrentrakt, rechts

Die Malzfabrik Schöneberg ist ein ehemaliger Industriekomplex im Berliner Bezirk Tempelhof-Schöneberg. Das in der Bessemerstraße 2–14 im Ortsteil Schöneberg gelegene Bauensemble wurde 1914–1917 errichtet und steht unter Denkmalschutz. Es handelt sich um eine Mälzerei, die dem damaligen Brauereiunternehmen Schultheiss-Patzenhofer Brauerei AG in industrieller Weise die nötigen Zutaten zum Bierbrauen lieferte. Mit ihren vier großen Darrschloten mit drehbaren Hauben ist die Malzfabrik eine weithin sichtbare Landmarke.

## Geschichte

Blick nach Osten, um 1914

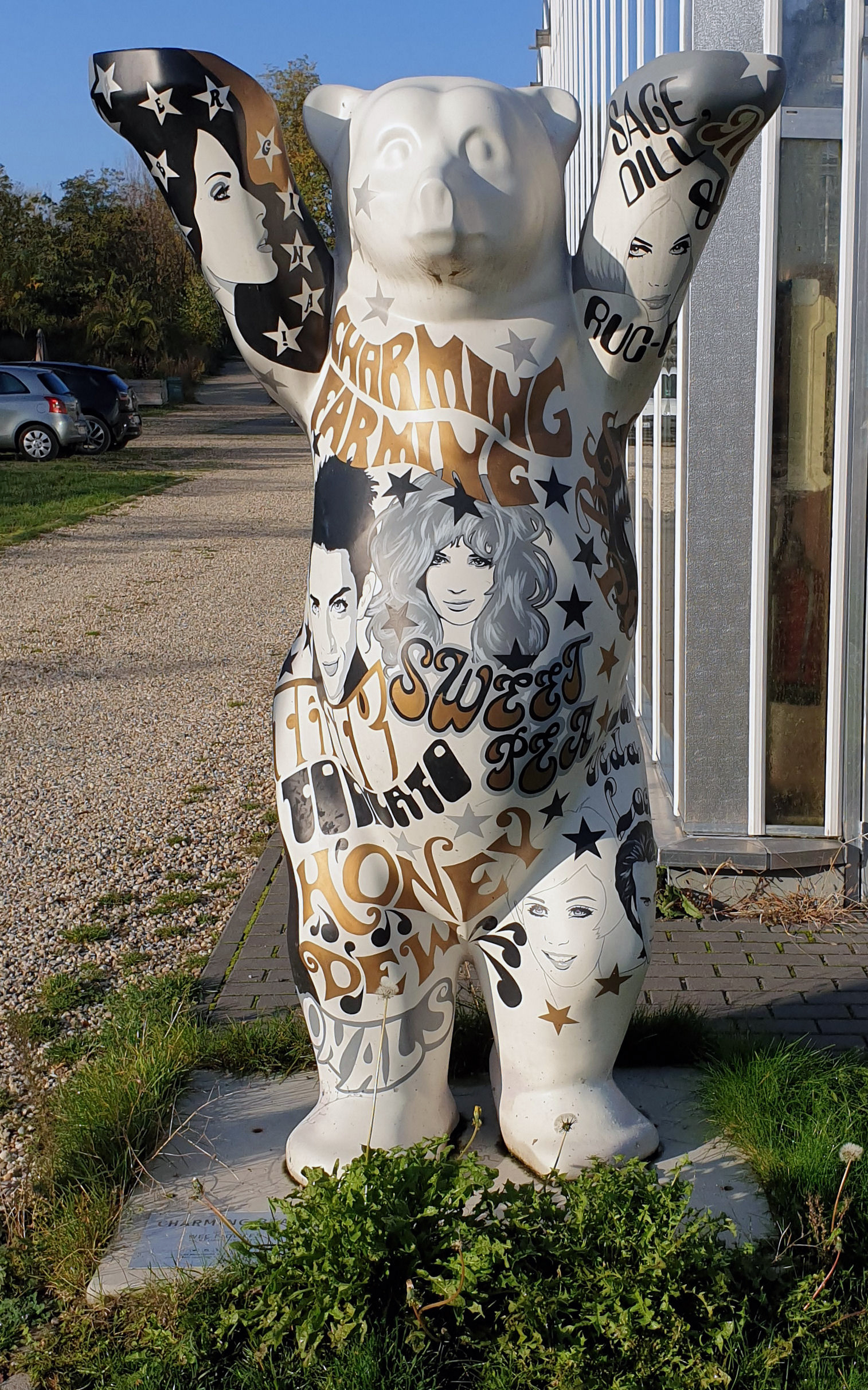
Charming Bear auf dem Gelände der Malzfabrik

Die Malzfabrik wurde zwischen 1914 und 1917 nach Plänen des Dortmunder Bauunternehmers Franz Schlüter errichtet, kriegsbedingt aber erst 1921 offiziell eröffnet. Die mechanisierte Großproduktion von Malz begann 1926. Die sowjetische Besatzungsmacht demontierte 1945 die größeren Maschinen der im Zweiten Weltkrieg nahezu unversehrt gebliebenen Malzfabrik. 1950 nahm Schultheiss die Produktion wieder auf, erweiterte und modernisierte bis 1960 die Anlagen. 1958/1959 entstand eine Kastenmälzerei, in der das Getreide in Keimkästen auf modernere Weise aufbereitet wurde. Außerdem entstand ein Kesselhaus zur Dampfversorgung der Darren. 1962/1963 wurde auf der westlichen Seite des Geländes ein Malzsilo errichtet. Der Brauereikonzern Brau und Brunnen legte aufgrund der sinkenden Nachfrage an Massenbier und beginnender wirtschaftlicher Schwierigkeiten die Malzfabrik 1996 still. 
Von 2001 bis zum Juli 2007 gab es eine Zwischennutzung durch den KitKatClub. Seit 2005 gehört das Gelände einem Schweizer Investor, der nach verschiedenen Nutzungen dort ein Kreativzentrum etablieren will. Seit 2009 werden Sanierungsarbeiten an der Malzfabrik in Zusammenarbeit mit den Architekten ioo Elwardt + Lattermann und der Deutschen Stiftung Denkmalschutz durchgeführt, wobei bereits die prägenden Darrhauben abgebaut, überholt und wieder aufgesetzt wurden.

## Beschreibung und Bauausführung
Das Ensemble besteht aus mehreren Gebäuden, einem Darrentrakt, einem Tennengebäude, sowie einem hohen, die Dächer überragenden kubischen Silo für das fertige Malz. Darüber hinaus sind Gebäude für die Verwaltung, Kellerei und ein Maschinenhaus vorhanden. Außerdem gibt es einen Pferdestall und eine Lagerhalle. Die Malzfabrik besitzt ein Anschlussgleis mit gedeckter Drehscheibe, die vom ehemaligen Rangierbahnhof Tempelhof aus bedient wurde. Es gibt einen Schuppen für Eisenbahngüterwagen, die zur Anlieferung der Braugerste und der Kohle dienten, sowie zwei rundbogige Gleisdurchfahrten zum Abtransport des fertigen Malzes mittels Straßenfahrzeugen und Eisenbahnwagen zu den Brauereien. Befüllt wurden die Fahrzeuge durch pneumatische Rohrleitungen, die an der Decke der Durchfahrten installiert sind. 
Angelehnt an den Stil von Peter Behrens wirkt der sechsgeschossige in Blockform aufgeführte Darrentrakt mit den vier hohen Dunstschloten aus Beton mit aufgesetzten drehbaren Darrhauben Typ Kulmbach auf dem Walmdach repräsentativ. Die mit roten Klinkern verblendete Fassade wird durch Lisenen, Pilaster, einer gekuppelten Fensteranordnung und einem Zahnschnittgesims über den Fenstern gegliedert. Der an der Nordseite gelegene dreigeschossige Tennentrakt mit flachem Pultdach ist hingegen nicht so repräsentativ ausgeführt, da er von der Bessemerstraße aus nicht direkt einsehbar ist.